# Inmunoensayo de fibra óptica envolvente

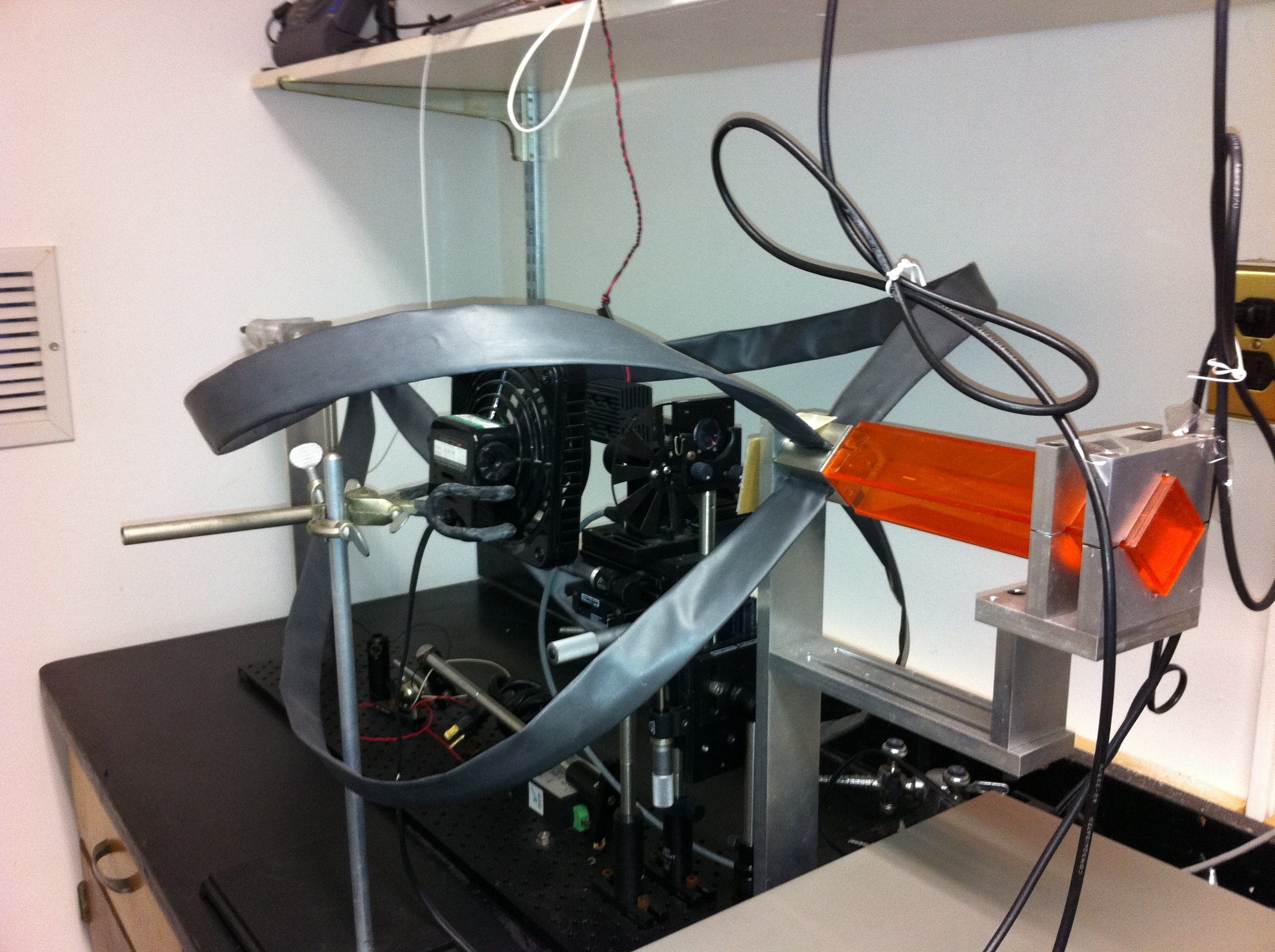
Plataforma SOFIA

El inmunoanálisis de fibra óptica envolvente (IAFOE) es una plataforma de diagnóstico ultrasensible e in vitro que incorpora un conjunto de fibra óptica envolvente que captura las emisiones de fluorescencia de una muestra completa. Las características definitorias de la tecnología son su límite extremadamente alto de detección, sensibilidad y rango dinámico. La sensibilidad de IAFOE se mide a nivel de attogramo (10-18 g), por lo que es aproximadamente mil millones de veces más sensible que las técnicas de diagnóstico convencionales. En función de su rango dinámico mejorado, IAFOE puede discriminar los niveles de analito en una muestra de más de 10 órdenes de magnitud, lo que facilita la titulación precisa.
Como plataforma de diagnóstico, IAFOE tiene una amplia gama de aplicaciones. Varios estudios ya han demostrado la capacidad sin precedentes de IAFOE para detectar priones naturales en la sangre y la orina de portadores de enfermedades. Se espera que esto conduzca a la primera prueba de cribado ante mortem confiable para vCJD, EEB, scrapie, CWD y otras encefalopatías espongiformes transmisibles. Dado que la extrema sensibilidad de la tecnología, se prevén aplicaciones únicas adicionales, incluidas pruebas in vitro para otras enfermedades neurodegenerativas, como el Alzheimer y la enfermedad de Parkinson.
IAFOE fue desarrollado como resultado de un proyecto de investigación conjunta entre el Laboratorio Nacional Los Álamos y la Universidad Estatal de Nueva York, y fue apoyado por el Programa Nacional de Investigación Prion del Departamento de Defensa.

## Antecedentes
El método convencional para realizar fluorescencia inducida por láser, así como otros tipos de mediciones espectroscópicas, tales como infrarrojo, espectroscopia ultravioleta-visible, fosforescencia, etc., es usar un pequeño recipiente de laboratorio transparente, una cubeta, para contener la muestra para ser analizado.
Para realizar una medición, la cubeta se llena con el líquido que se va a investigar y luego se ilumina con un láser enfocado a través de una de las caras de la cubeta. Una lente se coloca en línea con una de las caras de la cubeta ubicada a 90 ° de la ventana de entrada para recoger la luz fluorescente inducida por láser. Solo un pequeño volumen de la cubeta está realmente iluminado por el láser y produce una emisión espectroscópica detectable. La señal de salida se reduce significativamente porque la lente capta solo alrededor del 10% de la emisión espectroscópica debido a consideraciones de ángulo sólido. Esta técnica se ha utilizado durante al menos 75 años; incluso antes de que existiera el láser, cuando se usaban fuentes de luz convencionales para excitar la fluorescencia.
IAFOE resuelve el problema de la baja eficiencia de recolección, ya que recoge casi toda la luz fluorescente producida a partir de la muestra que se analiza, aumentando la cantidad de señal de fluorescencia en alrededor de un factor de 10 con respecto a los aparatos convencionales.

## Ventajas tecnológicas
IAFOE es un aparato y método para mejorar la geometría óptica para mejorar la detección espectroscópica de analitos en una muestra. La invención ya ha demostrado su funcionalidad de prueba de concepto como un aparato y método para la detección ultrasensible de priones y otros analitos de bajo nivel.
IAFOE combina la especificidad inherente a los anticuerpos monoclonales para la captura de antígenos con la sensibilidad de la tecnología de detección óptica envolvente. Para detectar niveles de señal extremadamente bajos, se usa un diodo fotovoltaico de bajo ruido como detector para el sistema. IAFOE usa un láser para iluminar un tubo microcapilar que contiene la muestra. Entonces, la luz recogida de la muestra se dirige a transferir la óptica de las fibras ópticas. A continuación, la luz se filtra ópticamente para la detección, que se realiza como una medición de corriente amplificada contra el ruido mediante un bloqueo de procesamiento de señal digital amplificado. Los resultados se muestran en una computadora y software diseñados para la adquisición de datos.
Las ventajas de tal matriz de detección son numerosas. Principalmente, permite el uso de muestras muy pequeñas a baja concentración para ser interrogadas de manera óptima utilizando la técnica de fluorescencia inducida por láser. Este sistema de detección basado en fibra se puede adaptar al hardware de detección de pulsos cortos existente que se desarrolló originalmente para secuenciar moléculas de ADN individuales. La geometría también es apta para la implementación de esquemas de detección de molécula única de láser de pulso corto. La geometría multipuerto del sistema permite un procesamiento electrónico eficiente de las señales de cada brazo del dispositivo. Finalmente, y quizás lo más importante, los cables de fibra óptica son esencialmente 100% eficientes en transmisión óptica, teniendo una atenuación menor a 10 dB / km. Por lo tanto, una vez desplegada para su uso en una instalación, la información de fluorescencia puede transmitirse por fibra óptica a una ubicación remota, donde se puede realizar el procesamiento y análisis de datos.